# Cenk Gönen
Cenk Gönen, född 21 februari 1988 i Izmir, Turkiet, är en turkisk fotbollsspelare som spelar för turkiska Alanyaspor. Han har även representerat det turkiska landslaget. Han spelar i positionen som målvakt.